# Uplands spelmansförbund
Uplands spelmansförbund (USF) grundades 1945. Förbundet är idag medlem i Sveriges Spelmäns riksförbund.

## Historik
Uplands spelmansförbund bildades 1945. Förbundet verkar inom Uppland och är en del av Sveriges Spelmäns Riksförbund.

## Notböcker
- 1960 – 57 låtar efter Byss-Kalle.[2]
- 1974 – Melodier från Upplands bruk och Fyris bygder för två fioler, häfte 2.[3]
- 1980-talet – Melodier från Upplands bruk och Fyris bygder för 2 fioler, häfte 3.[4]
- 1981 – Melodier från Upplands bruk och Fyris bygder för 2 fioler, häfte 4.[5]
- 1981 – Melodier från Upplands bruk och Fyris bygder för 2 fioler, häfte 5.[6]
- 1983 – Uppländska klarinettlåtar.[7]
- 1986 – Uplands spelmansförbund 1945-1985.[8]

## Ordförande
- 2017 – Sara Engman.[9]
- 2022 – Jakob Höglund

## Uplands spelmansförbunds guldmärke[10]
- 1947 – Sven Kjellström
- 1947 – Hjort Anders Olsson
- 1947 – Sven‑E Svensson
- 1947 – August Bohlin
- 1947 – August Borg
- 1948 – Vilhelm Gelotte
- 1948 – Johan Larsson (70 år)
- 1950 – Paul Lindholm (70 år)
- 1955 – Hjalmar Larsson (70 år)
- 1955 – August Palm (70 år)
- 1955 – Rune Lundqvist
- 1955 – Erik Lindberg
- 1956 – Ivar Karlsson (70 år)
- 1958 – Georg Andrén  (landshövding, hedersmedlem)
- 1962 – Helmer Melin
- 1962 – Fritz Mark
- 1962 – Paul Olsson
- 1975 – Viksta-Lasse
- 1975 – Emil Olsson
- 1976 – Ivar Tallroth (hedersmedlem)
- 1976 – Curt Tallroth
- 1978 – Harry Pettersson (hedersmedlem)
- 1978 – Stig Gustavsson
- 1978 – Anton Jernberg
- 1983 – Bertil Georgsson
- 1983 – Ragnar Karlsson
- 1983 – Nils Nordström
- 1983 – John Olsson (hedersmedlem 1995)
- 1983 – Gösta Sandström
- 1983 – Ceylon Wallin
- 1983 – Sture Sahlström
- 1984 – Olov Jansson
- 1985 – Eric Sahlström
- 1986 – Arne Käll
- 1988 – Hans Gille
- 1989 – Leif Alpsjö
- 1991 – Gunnar Ahlbäck
- 1991 – Tore Lindqvist
- 1993 – Esbjörn Hogmark
- 1995 – Tommy Lindholm
- 1996 – Gunnar Nyqvist
- 1997 – Bo Larsson (hedersmedlem 2016)
- 1997 – Olle Almström
- 1999 – Anders Liljefors (hedersmedlem 2016)
- 2000 – Hans Lundgren
- 2000 – Edvin Lager
- 2000 – Carl Lager
- 2001 – Kjell Wigforss
- 2001 – Sture Hogmark
- 2002 – Sture Andersson
- 2002 – Sven Andersson
- 2003 – Ragnar Berglund
- 2003 – Sonia Sahlström
- 2004 – Mats Andersson
- 2005 – Eva Tjörnebo
- 2006 – Peo Österholm
- 2007 – Jan Andér
- 2008 – Jan Bohlin
- 2008 – Cajsa Ekstav
- 2009 – Lars Lindkvist
- 2009 – Sture Lanzén
- 2010 – Ditte Andersson
- 2010 – Olof Johansson
- 2011 – Annika Ekstav
- 2011 – Torsten Andersson
- 2012 – Erika Lindgren Liljenstolpe
- 2012 – Sven-Olof Sundell
- 2013 – Inga-Maj Tisserant
- 2013 – Per Gustaf Jernberg
- 2014 – Robert Larsson
- 2014 – Åsa Hogmark
- 2014 – Nia Kuoppala (diplom)
- 2014 – Sigurd Sahlström (diplom)
- 2015 – Eva Pettersson
- 2016 – Anna Carlsson
- 2017 – Renate Krabbe
- 2018 – Gunnar Wegerfors